# Microsoft Security Essentials
A Microsoft Security Essentials (rövidítve MSE) egy antivírus program, mely különböző rosszindulatú szoftverek (pl. vírusok, kémprogramok, trójai falovak) elleni védelemre lett tervezve. A 4.5-ös verzió előtti kiadások a Windows XP-t, Windows Vistát és Windows 7-et támogatják, azonban nem futnak a Windows 8-on és a későbbi Windowsokon, ugyanis ezekben beépített megoldást (Windows Defender) találunk. Az MSE 4.5 és az újabb verziók többé nem támogatják a Windows XP-t. A licenc értelmében a magánszemélyek és a kisvállalkozások ingyen tölthetik le a programot. A támogatott rendszereken a Windows Defendernél (mely a Windows 8 előtti OS-eken csak a kémprogramok és reklámprogramok ellen védett) hatékonyabb védelmet nyújt.

## Fordítás
Ez a szócikk részben vagy egészben a Microsoft Security Essentials című angol Wikipédia-szócikk ezen változatának fordításán alapul.  Az eredeti cikk szerkesztőit annak laptörténete sorolja fel. Ez a jelzés csupán a megfogalmazás eredetét és a szerzői jogokat jelzi, nem szolgál a cikkben szereplő információk forrásmegjelöléseként.